# Trois crayons
La technique de dessin aux trois crayons utilise trois crayons sur papier vergé ou vélin  : pierre noire, sanguine, et craie blanche. Le papier utilisé est de valeur moyenne (gris, bleu ou brun). La pierre noire donne les lignes principales du dessin, les ombres et les tons froids, la sanguine donne les tons chauds et la craie blanche sert aux rehauts.

## Technique aux trois crayons
Cette technique apparait dans les portraits de la Renaissance au XVIe siècle employée par des artistes comme François Clouet, Parmigianino pour les portraits de cour. Puis au XVIIe siècle par des peintres comme Rubens tant en portrait que pour des études préparatoires pour les tableaux.

Dessins aux trois crayons
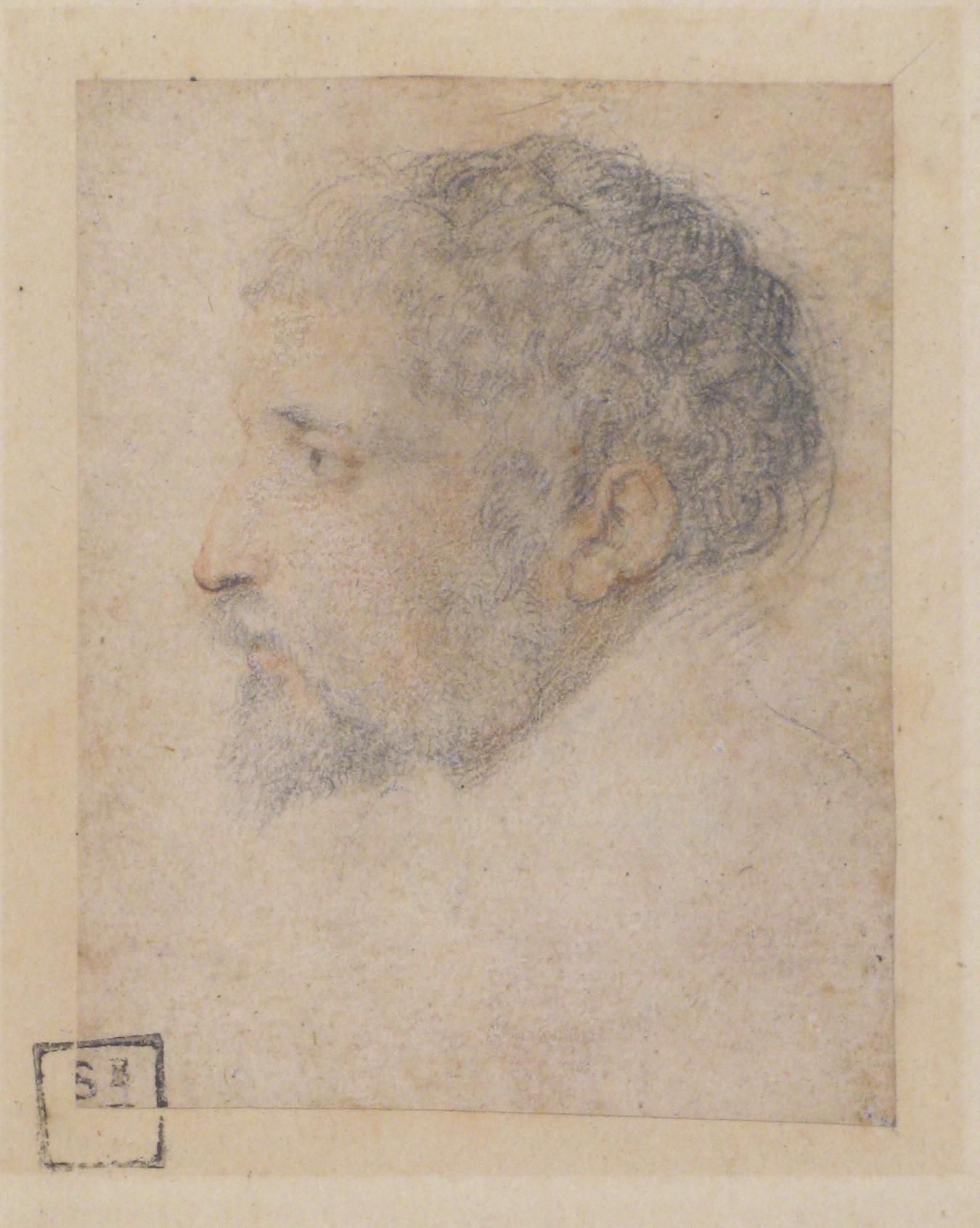
Tête d'homme par Parmigianino
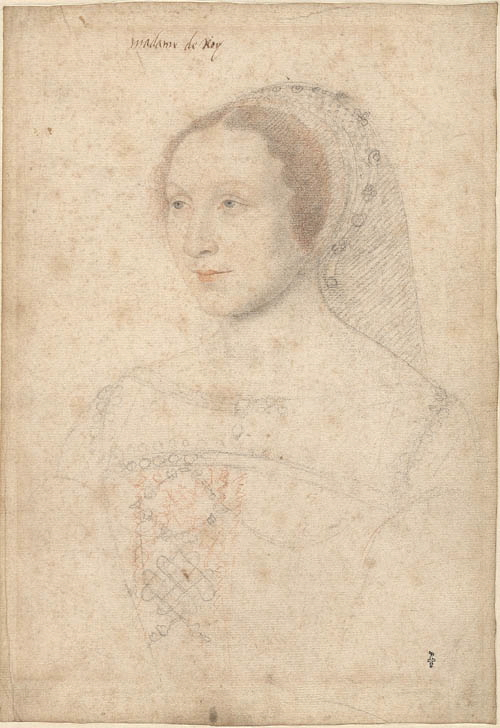
Madeleine de Mailly - François Clouet
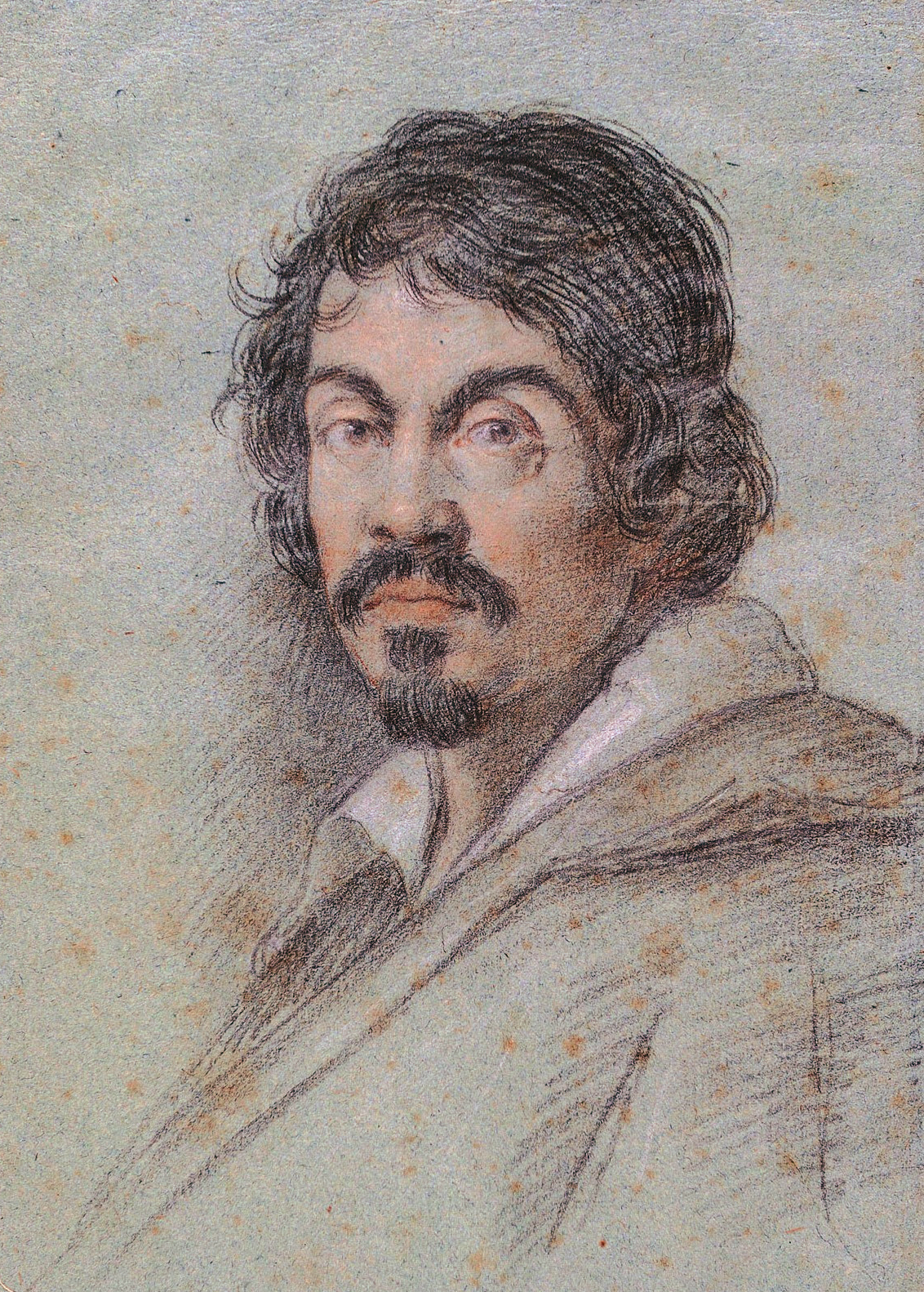
Caravage par Ottavio Leoni
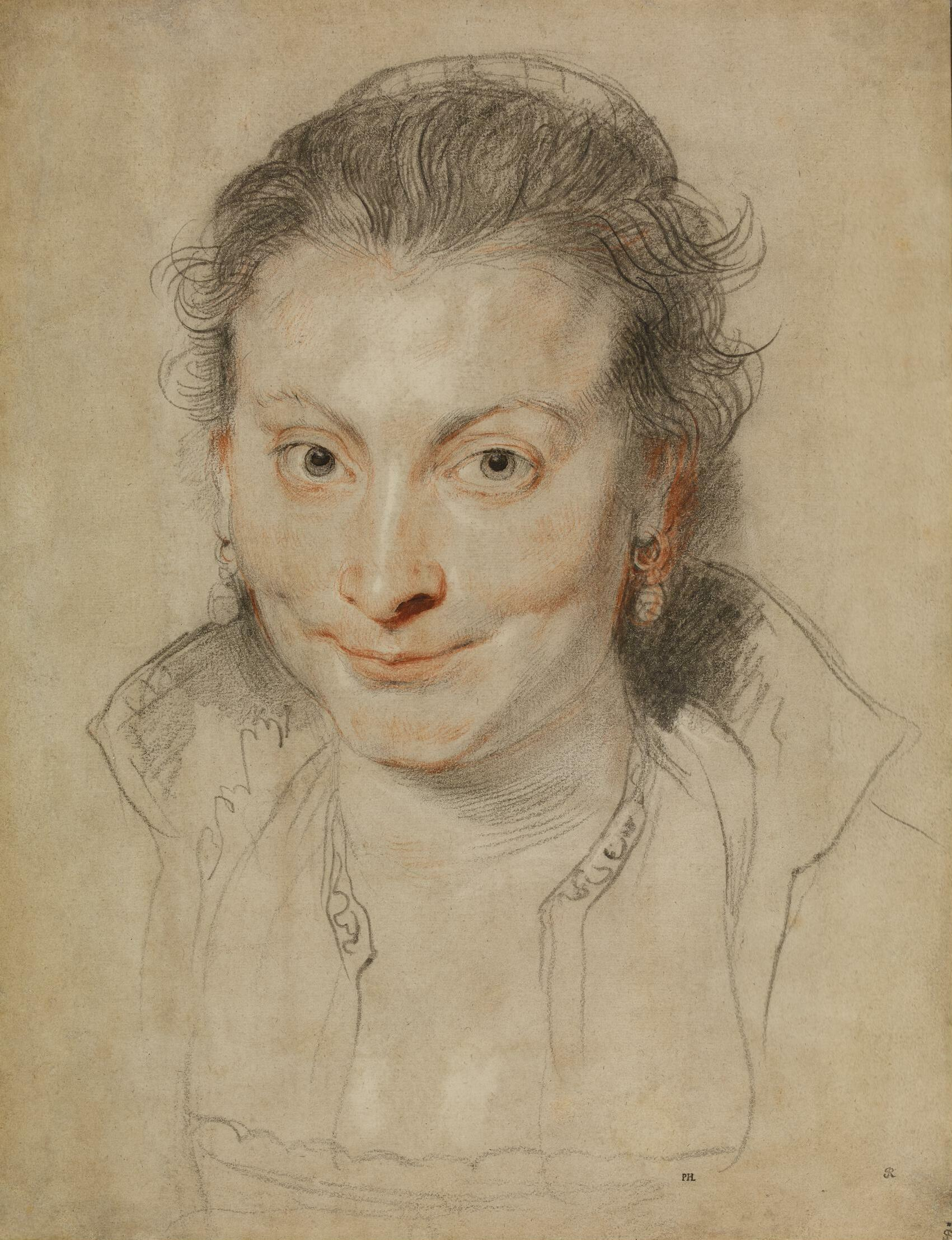
Isabella Brant, Pierre Paul Rubens

Cette technique fut prisée au XVIIIe siècle par des artistes comme François Boucher, ou Antoine Watteau.

Dessins aux trois crayons - XVIIIe siècle
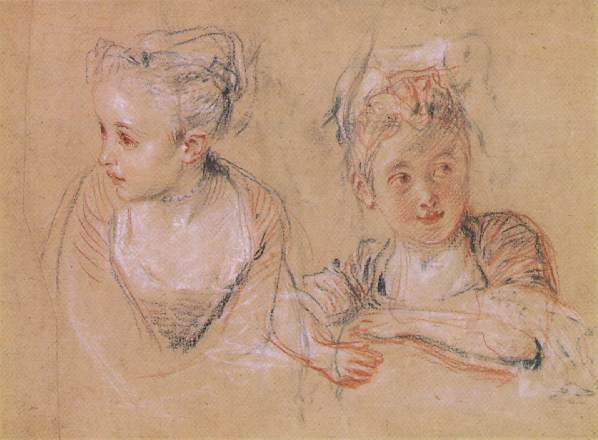
Deux études d'une fillette en buste, Antoine Watteau
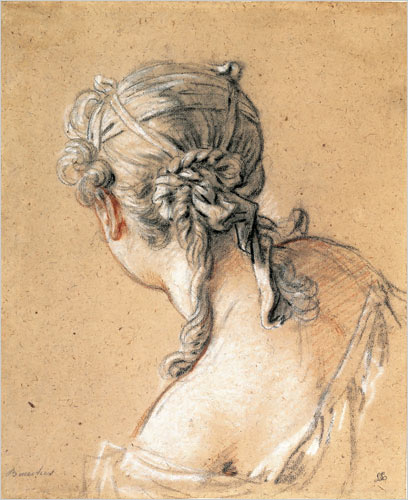
Étude de jeune femme de dos, François Boucher
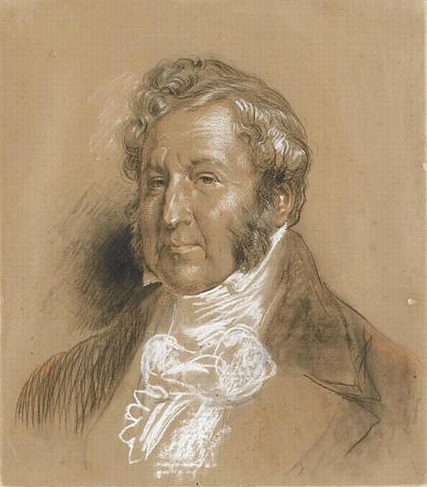
Portrait de Louis-Philippe, Eugène Lami

## La technique aux deux crayons
La technique aux deux crayons n'utilise que deux crayons, généralement la pierre noire et la craie blanche. La pierre noire sert aux ombres et la craie blanche aux lumières. Cette technique apparait essentielle aux peintres du clair-obscur et aux paysagistes.

Dessins aux deux crayons
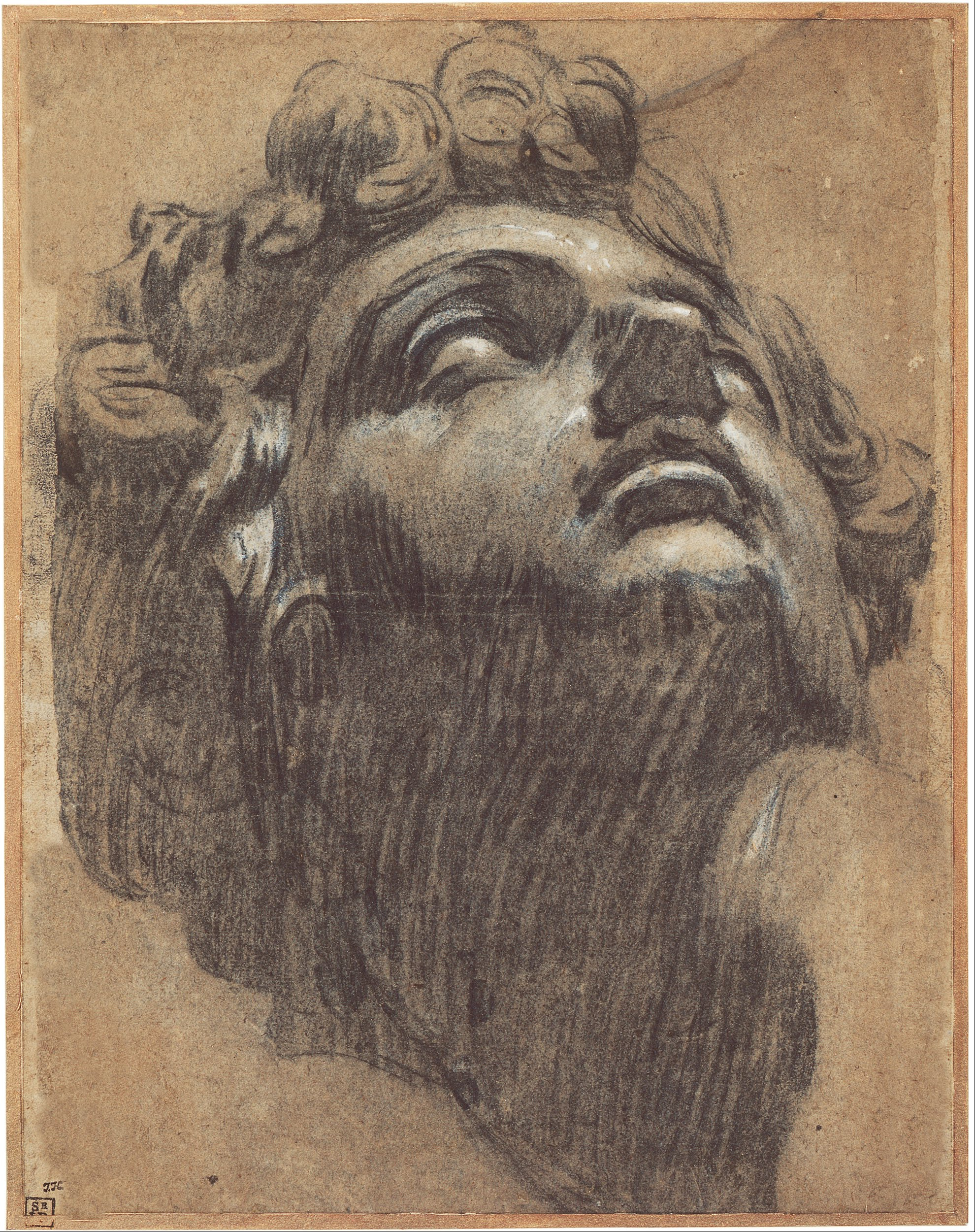
Tête de Julien Medicis, Le Tintoret.
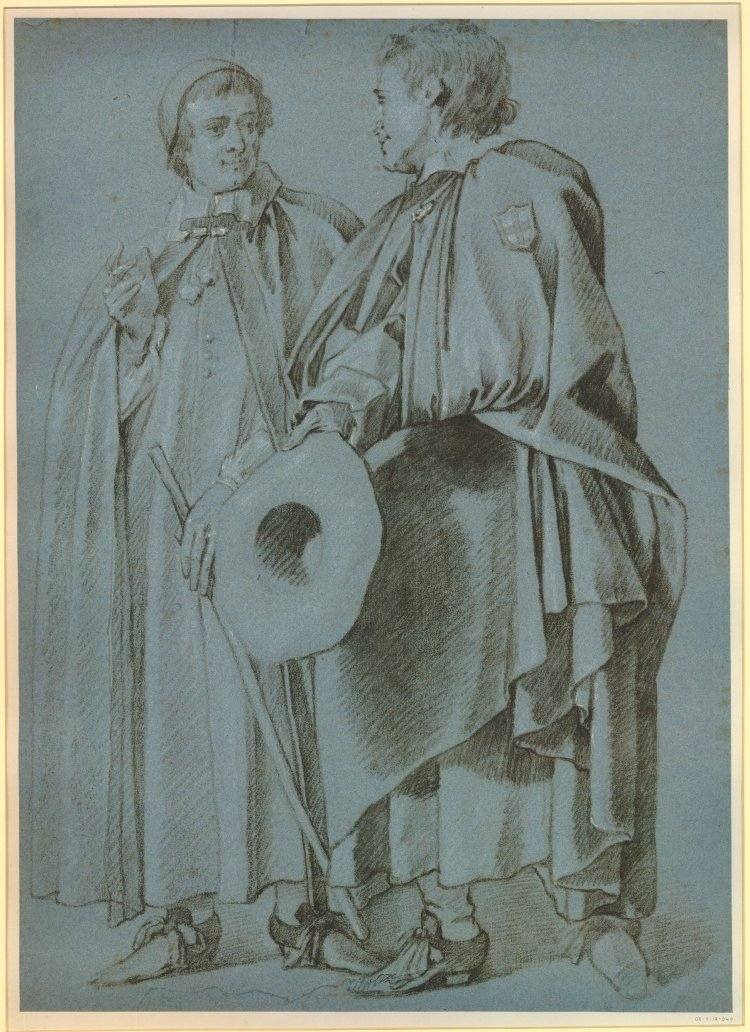
Étude de personnages, Peter Lely
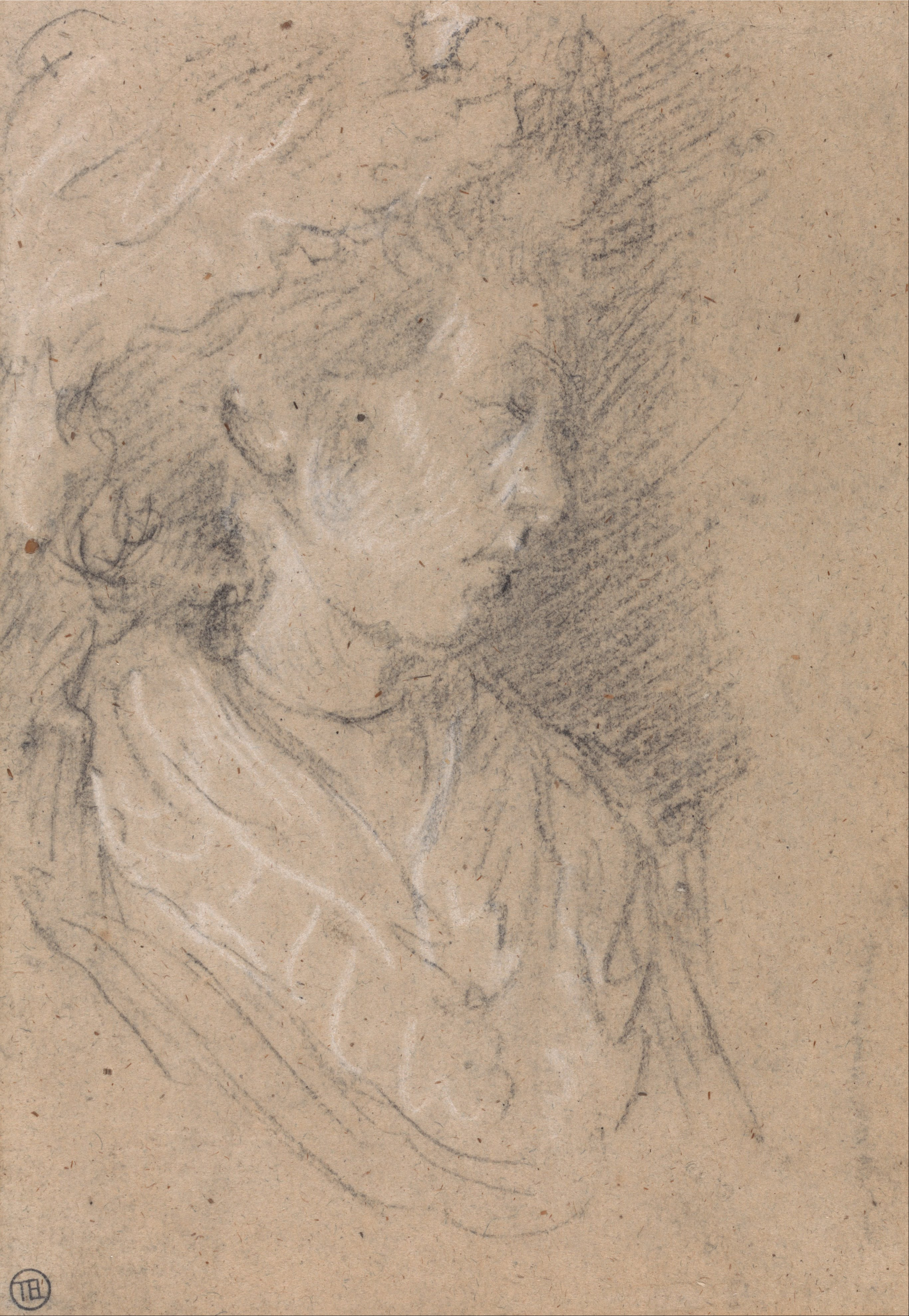
Étude de femme, Thomas Gainsborough
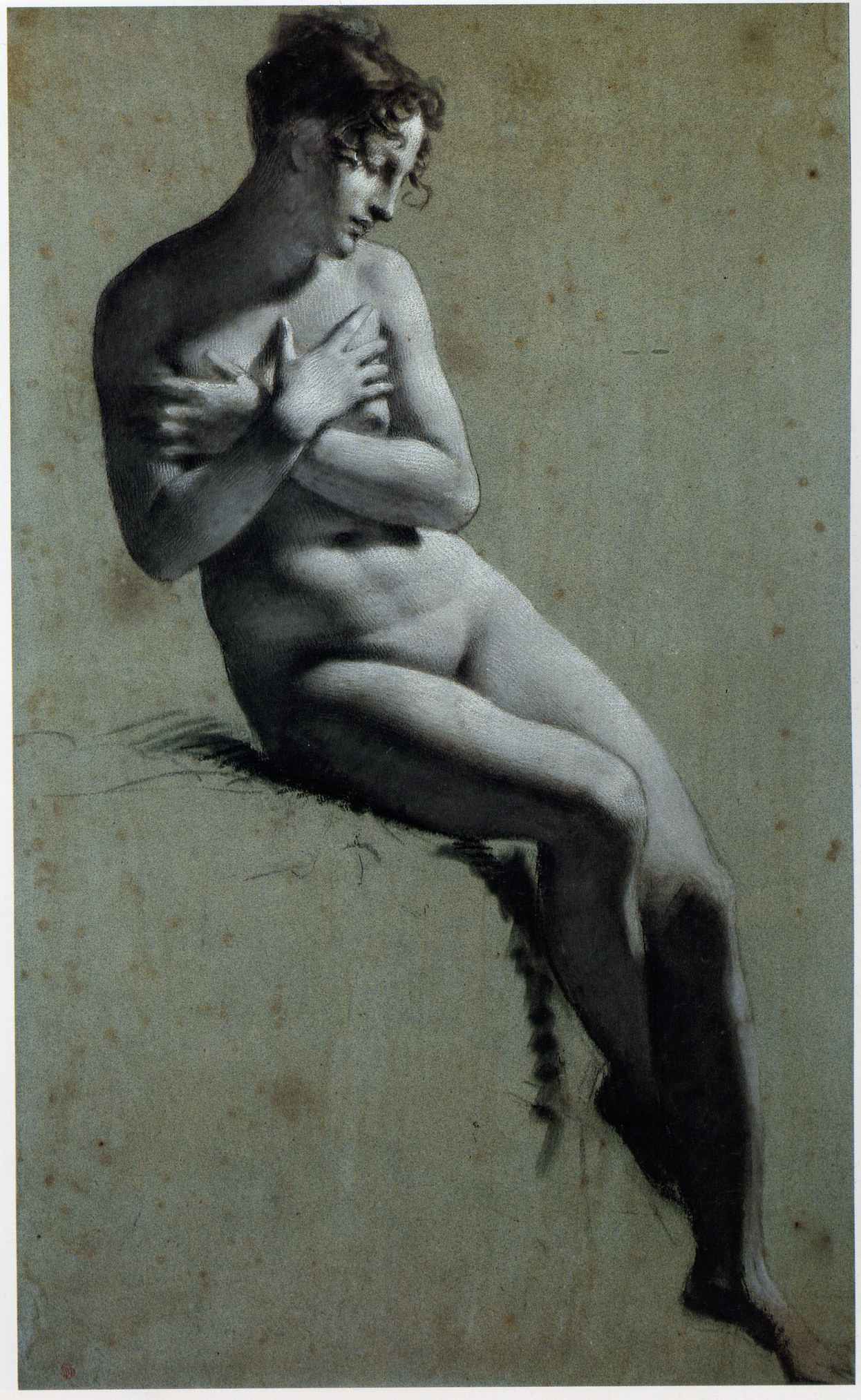
Nu féminin, Pierre-Paul Prud'hon
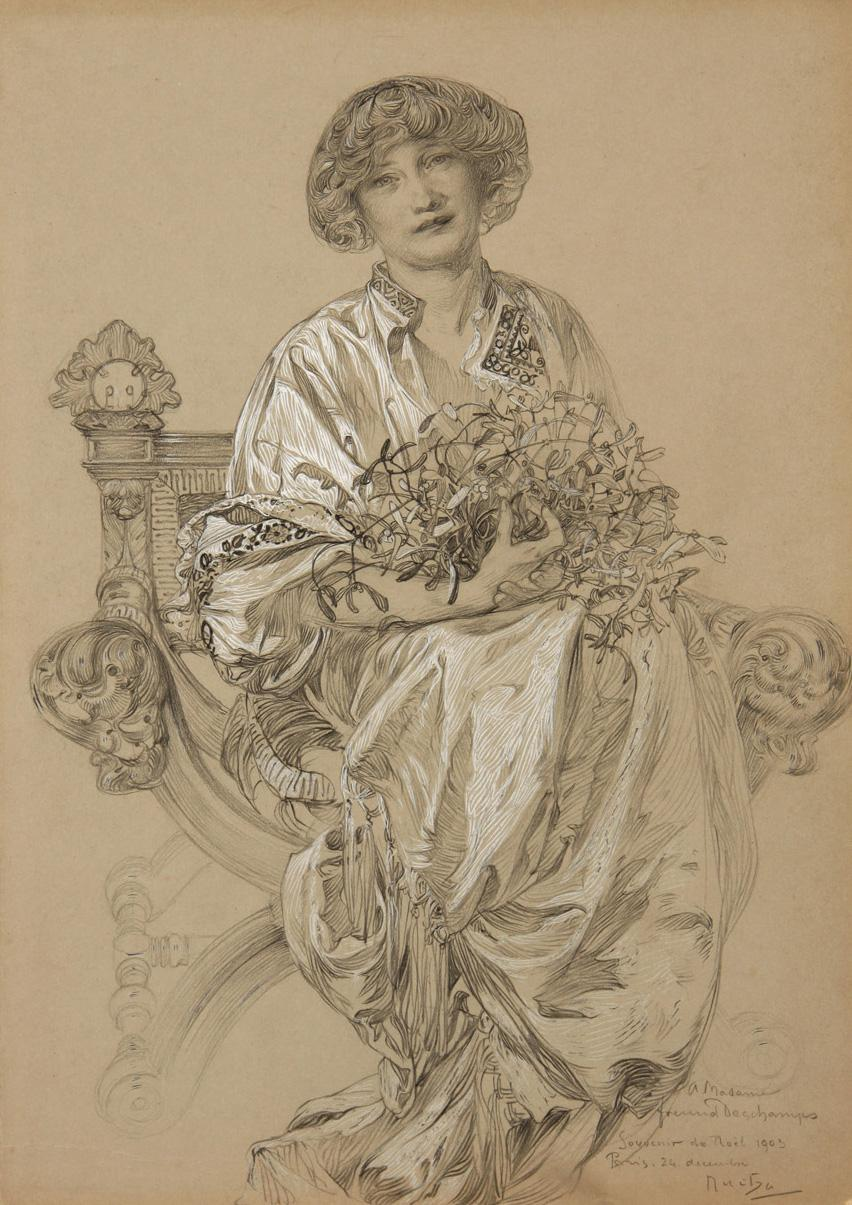
Portrait de madame Deschamps, Alfons Mucha
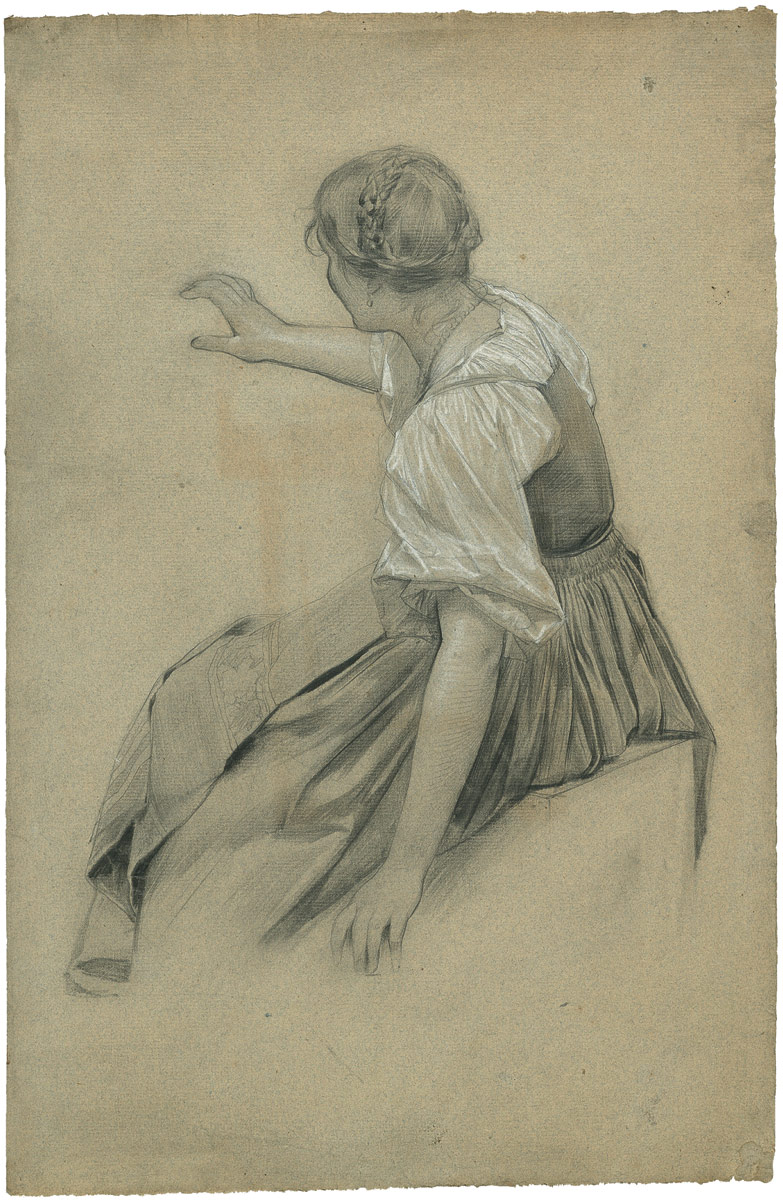
Jeune fille en dirndl, Ernst Klimt

Au XVIIIe siècle, l'engouement pour le dessin, et notamment le dessin aux trois crayons mènent les graveurs à innover en inventant des techniques à même d'imiter l'effet de la pierre noire, de la sanguine et de la craie blanche. C'est ainsi que Demarteau perfectionne la technique de la manière de crayon, suivi par son élève Bonnet qui met au point une encre blanche imitant parfaitement la craie et améliore la technique de la manière de crayon vers la manière de pastel. Poursuivant les mêmes buts d'imitation du dessin par la gravure, Jean-Charles François imagine une technique de vernis mou, au succès fulgurant connue sous le nom de Manière de crayon, avant la lithographie qui permit de reproduire avec précision les dessins pendant tout le XIXe siècle.